# Cédric Kanté
Cédric Kanté Defend (6 de julio de 1979) es un exfutbolista francés, aunque nacionalizado en Malí, se desempeñaba como defensa.

## Clubes
| Club                                               | País    | Año         |
| -------------------------------------------------- | ------- | ----------- |
| RC Strasbourg                                      | Francia | 1999 - 2006 |
| FC Istres (Cesión)                                 | Francia | 2001 - 2002 |
| ASOA Valence (Cesión)                              | Francia | 2002 - 2003 |
| OGC Niza                                           | Francia | 2006 - 2009 |
| Panathinaikos FC                                   | Grecia  | 2009 - 2012 |
| FC Sochaux                                         | Francia | 2012 - 2014 |
| AC Ajaccio                                         | Francia | 2014 - 2015 |
| Association sportive Pierrots Vauban de Strasbourg | Francia | 2016 - 2019 |

## Palmarés
RC Strasbourg
- Copa de Francia: 2001

Panathinaikos FC
- Super Liga de Grecia: 2009-10
- Copa de Grecia: 2010